# Гридер, Ханс
Ганс Гридер (12 ноября 1901 года — 1973 год) — бывший швейцарский гимнаст. Принимал участие в соревнованиях по спортивной гимнастике на  летних Олимпийских играх 1924 года и летних Олимпийских играх 1928 года.

## Спортивные достижения
Ганс Гридер участвовал в соревнованиях по спортивной гимнастике в составе команды Швейцарии на двух Олимпийских играх. На его первой Олимпиаде в 1924 году он завоевал бронзовую медаль в командных соревнованиях. Сам Гридер на Олимпиаде не получил медалей. Его лучшим результатом было 12 — е место на перекладине. В индивидуальном многоборье он был 22-м.
На следующей Олимпиаде в 1928 году в Амстердаме он завоевал золото в командных соревнованиях. В составе команды Швейцарии гимнасты: Hans Grieder, August Güttinger, Hermann Hänggi, Eugen Mack, Georges Miez, Otto Pfister, Eduard Steinemann, Melchior Wezel.
Гридер был седьмым в соревнованиях на перекладине и 18-м в личном многоборье.